# Appleでサインイン
Appleでサインイン（アップルでサインイン）は、Appleの2019年6月3日に導入されたログインするためのシステム。iOS 13で追加された。
例えば、ゲームのアカウントを連携したり、ショッピングアプリのアカウント登録に使うことが出来る。
Appleでサインインは、ユーザーが最小限の個人情報でサードパーティサービスのアカウントを作成できるように設計されている。Facebookなどのソーシャル・ネットワーキング・サービスによって提供されるログインサービスとは対照的に、このような機能はサードパーティサービスにアカウントに関連付けられた個人情報）、ユーザーは名前と電子メールアドレスを提供するだけで済む。
ユーザーは、 Apple Accountに関連付けられたメールアドレスを選択するか、「Hide My Email」オプションを選択して、サービスに固有の使い捨ての電子メールアドレスを生成できる。これらのアドレスはprivaterelay.appleid.comドメインで終わる。使い捨て（またはリレー）メールアドレスを介して送信されたメッセージは、ユーザーが選択した確認済みのメールアドレスに自動的に転送される。この機能は、必要に応じて無効にすることもできる。

## ソフトウェア開発での使用法
2019年9月12日、AppleはApp Storeレビューガイドラインを更新し、アプリが少なくとも1つのサードパーティログインサービスを使用する開発者は、特定のサービスのクライアントとしてのみ機能するアプリを除き、Appleとのサインインを実装する必要があることを規定した。（Twitterアプリなど）、市民識別システムに裏打ちされたログインサービスを使用する、または企業の自社ログインサービスとのみ連携するように開発されたもの。
OpenID Foundationは発表時に、サービスがOpenIDConnect仕様に完全に準拠していないことを示す手紙をAppleに発行した。その除外の1つは、コード交換のプルーフキー（PKCE）だった。このキーがないと、ユーザーはリプレイ攻撃やコードインジェクションの脆弱性にさらされる可能性があった。 2019年10月、AppleがサービスをOpenIDConnectに準拠させたことが発表された。